# Lars-Gunnar Nordström
Lars-Gunnar Nordström, född  19 augusti 1924 i Helsingfors, död där 10 augusti 2014, var en finländsk målare och skulptör.
Lars Gunnar Nordström växte upp i en arkitektfamilj. Han studerade möbelformgivning på Centralskolan för konstflit mellan 1946 och 1949, besökte Fria konstskolan och företog studieresor till New York och Paris. Han arbetade därefter på olika arkitektkontor med bland annat möbelformgivning. 
Hans tidigaste måleriproduktion är kubistiskt påverkad men denna fas övergår ganska snart till en klar, konkretistisk stil, som han i sitt måleri, skulptur och grafik konsekvent fortsatt med under åren. Han hade sin första separatutställning 1949, samma år som han vistades i Paris och träffade företrädare för den abstrakta konsten som Alberto Magnelli. Han tog intryck av Victor Vasarelys konst. Han kom vid denna tid också i kontakt med Olle Baertling, Robert Jacobsen, Richard Mortensen och Eric H. Olson. Han fick sitt första genombrott först 1970 i samband med en större separatutställning på Amos Andersons konstmuseum i Helsingfors.
Med matematisk exakthet och få intensiva färger i en rik skala geometriskt uppbyggda plan skapar Nordström intryck av stark dynamik. 
Han har även utfört nonfigurativa skulpturer i järn, syrafast stål, akryl, aluminium o.a. material, av vilka många är skisser till mera monumentala arbeten. Skulpturerna är uppbyggda av formelement som han varierar och upprepar. 
I sin målning använde han en begränsad färgskala med svart, vitt och en enda kulör per verk. Han har också gjort konstverk med kakel- och glasmosaik.
Han fick Prins Eugen-medaljen 1983.

## Utmärkelser
- Pro Finlandia-medaljen av Finlands Lejons orden,  1972[1]
- Prins Eugen-medaljen,  1983[1]
- Kommendörstecknet av Finlands Lejons orden[1]

[Redigera Wikidata]